# Università nazionale Taras Ševčenko di Kiev
L'Università nazionale Taras Ševčenko di Kiev (in ucraino Київський національний університет імені Тараса Шевченка?) è una università di Kiev, la capitale dell'Ucraina.
L'università è universalmente riconosciuta come l'università più prestigiosa dell'Ucraina, essendo il più grande istituto di istruzione superiore nazionale, ed è classificata tra le migliori 650 università del mondo.
È la terza università più antica in Ucraina dopo l'Università di Leopoli e l'Università di Charkiv. È stata fondata nel 1834 dallo zar russo Nicola I come "Università imperiale di Kiev di San Vladimir", e da allora ha cambiato nome più volte.
Durante l'era dell'Unione Sovietica, l'Università statale di Kiev era una delle prime tre università dell'URSS, insieme all'Università statale di Mosca e all'Università statale di San Pietroburgo.
La sua struttura è composta da quindici facoltà (dipartimenti accademici) e cinque istituti.
Lo stesso Taras Ševčenko, bandito dalle attività educative per motivi politici, ha lavorato per l'Università di Kiev come ricercatore sul campo.
La sua Biblioteca scientifica è dedicata al primo rettore, Mykhailo Maksymovych.
Il Giardino botanico Alexander Fomin è il giardino botanico dell'ateneo ed è stato creato con la fondazione dell'università, nel 1839.